# A Million Little Things
A Million Little Things é uma série de televisão de comédia dramática e drama familiar criada por D. J. Nash para a emissora estadunidense ABC. Nash, Aaron Kaplan e Dana Honor servem como produtores executivos da série, que é produzida pelas produtoras ABC Studios e Kapital Entertainment. A série recebeu uma ordem de produção pela ABC em agosto de 2017 e foi oficialmente ordenada em maio de 2018, sua estreia ocorreu em 26 de setembro de 2018. O elenco é composto por David Giuntoli, Ron Livingston, Romany Malco, Allison Miller, Christina Moses, Christina Ochoa, James Roday, Stéphanie Szostak, Lizzy Greene e Grace Park.
Em 7 de novembro de 2022, a rede ABC confirmou que a quinta temporada da série será a última. DJ Nash falou sobre o término: "Eu sei que receber a notícia do fim da série pode ser triste para muitas pessoas (principalmente para minha mãe, que assiste ao vivo toda semana). Mas eu sempre soube que queria acompanhar as histórias desses amigos durante cinco temporadas. Agora chegou a hora certa do fim".

## Premissa
Um grupo de amigos, entrelaçados na vida um do outro, percebe que precisa começar a aproveitar mais a vida quando um deles morre repentinamente. O título é uma brincadeira com o ditado "A amizade não é uma coisa grande – é um milhão de pequenas coisas".

## Elenco e personagens

### Principal
- David Giuntoli como Eddie Saville, um professor de música e dono de casa com problemas conjugais.[3]
- Romany Malco como Rome Howard, um homem que almeja realizar algo mais significativo em sua vida.[4]
- Allison Miller como Maggie Bloom, uma terapeuta.[5]
- Christina Moses como Regina Howard, uma chefe de cozinha que pretende abrir seu próprio restaurante.[6]
- Christina Ochoa como Ashley Morales, a assistente de Jon.[7]
- Grace Park como Katherine Kim Saville, uma mãe que se esforça para cuidar de sua carreira e seu filho e que outrora era a divertida do grupo.[8][9]
- James Roday como Gary Mendez, um sobrevivente do câncer que é conhecido por seu bom humor.[10]
- Stephanie Szostak como Delilah Dixon, a esposa de Jon, que se torna viúva após a morte dele.[11]
- Tristan Byon como Theo Saville, o filho de Eddie e Katherine.[12]
- Lizzy Greene como Sophie Dixon, a filha gótica mal-humorada de 16 anos de Jon e Delilah[13]
- Chance Hurstfield como Daniel Dixon, o filho de 12 anos de Jon e Delilah, e, irmão de Sophie

### Recorrente
- Ron Livingston como Jonathan "Jon" Dixon, um empresário bem sucedido que morre inesperadamente por suicídio.[14]
- Constance Zimmer como Mulher no Enterro, uma mulher misteriosa no enterro de Jon.
- Sam Huntington como Tom, um misterioso homem do passado de Maggie.[15]

## Episódios
| Temporada | Temporada | Episódios | Episódios | Originalmente exibido  | Originalmente exibido   |
| Temporada | Temporada | Episódios | Episódios | Estreia da temporada   | Final da temporada      |
| --------- | --------- | --------- | --------- | ---------------------- | ----------------------- |
|           | 1         | 17        | 17        | 26 de setembro de 2018 | 28 de fevereiro de 2019 |
|           | 2         | 19        | 19        | 26 de setembro de 2019 | 26 de março de 2020     |

### 1.ª temporada (2018–2019)
| N.º na série | N.º na temp. | Título                  | Dirigido por       | Escrito por                                                                  | Exibição original       | Audiência (milhões) |
| ------------ | ------------ | ----------------------- | ------------------ | ---------------------------------------------------------------------------- | ----------------------- | ------------------- |
| 1            | 1            | "Pilot"                 | James Griffiths    | DJ Nash                                                                      | 26 de setembro de 2018  | 5,07                |
| 2            | 2            | "Band of Dads"          | James Griffiths    | DJ Nash                                                                      | 3 de outubro de 2018    | 3,79                |
| 3            | 3            | "Save the Date"         | Richard J. Lewis   | DJ Nash & David Marshall Grant                                               | 10 de outubro de 2018   | 3,66                |
| 4            | 4            | "Friday Night Dinner"   | J. Miller Tobin    | Julia Cohen                                                                  | 17 de outubro de 2018   | 3,33                |
| 5            | 5            | "The Game of Your Life" | James Griffiths    | Jordan Hawley                                                                | 24 de outubro de 2018   | 3,49                |
| 6            | 6            | "Unexpected"            | Nzingha Stewart    | DJ Nash & Ashley Sims                                                        | 31 de outubro de 2018   | 3,31                |
| 7            | 7            | "I Dare You"            | James Griffiths    | David Marshall Grant                                                         | 7 de novembro de 2018   | 3,28                |
| 8            | 8            | "Fight or Flight"       | Ami Canaan Mann    | Tawnya Bhattacharya e Ali Laventhol                                          | 28 de novembro de 2018  | 3,47                |
| 9            | 9            | "Perspective"           | Chris Koch         | DJ Nash e Jonathan Caren                                                     | 5 de dezembro de 2018   | 3,17                |
| 10           | 10           | "Christmas Wishlist"    | Nina Lopez Corrado | Jordan Hawley e Chris Eric Maddox                                            | 12 de dezembro de 2018  | 3,37                |
| 11           | 11           | "Secrets and Lies"      | James Griffiths    | Julia Cohen & Dante Russo                                                    | 17 de janeiro de 2019   | 5,22                |
| 12           | 12           | "The Day Before..."     | Silver Tree        | Ashley Sims                                                                  | 24 de janeiro de 2019   | 5,41                |
| 13           | 13           | "Twelve Seconds"        | James Griffiths    | DJ Nash                                                                      | 31 de janeiro de 2019   | 5,29                |
| 14           | 14           | "Someday"               | Richard J. Lewis   | David Marshall Grant                                                         | 7 de fevereiro de 2019  | 5,25                |
| 15           | 15           | "The Rock"              | James Griffiths    | Jordan Hawley & Tucker Cawley                                                | 14 de fevereiro de 2019 | 4,93                |
| 16           | 16           | "The Rosary"            | Richard J. Lewis   | História por : Tawnya Bhattacharya & Ali Laventhol Roteiro por : Julia Cohen | 21 de fevereiro de 2019 | 5,25                |
| 17           | 17           | "Goodbye"               | James Griffiths    | DJ Nash                                                                      | 28 de fevereiro de 2019 | 5,26                |

### 2.ª temporada (2019-2020)
| N.º na série | N.º na temp. | Título              | Dirigido por          | Escrito por                         | Exibição original      | Audiência (milhões) |
| ------------ | ------------ | ------------------- | --------------------- | ----------------------------------- | ---------------------- | ------------------- |
| 18           | 1            | "Coming Home"       | Nina Lopez-Corrado    | DJ Nash                             | 26 de setembro de 2019 | 4,99                |
| 19           | 2            | "Grand Canyon"      | Chris Koch            | DJ Nash                             | 3 de outubro de 2019   | 4,77                |
| 20           | 3            | "Mixed Signals"     | Steve Robin           | David Marshall Grant                | 10 de outubro de 2019  | 4,23                |
| 21           | 4            | "The Perfect Storm" | Nina Lopez-Corrado    | Julia Cohen & Ashley Sims           | 17 de outubro de 2019  | 4,05                |
| 22           | 5            | "Austin"            | Eric Laneuville       | DJ Nash & Michelle Leibel           | 24 de outubro de 2019  | ASD                 |
| 23           | 6            | "Unleashed"         | Tessa Blake           | Lauren Bachelis & Christopher Luccy | 31 de outubro de 2019  | ASD                 |
| 24           | 7            | "Ten Years"         | Robbie Duncan McNeill | Chris Erric Maddox & Dante Russo    | 7 de novembro de 2019  | ASD                 |

## Produção

### Desenvolvimento
É um olhar otimista em como a perda de um amigo é o ímpeto para os outros sete finalmente começarem a viver, fazer uma promessa a ele e a eles mesmos de finalmente serem honestos sobre o que realmente está acontecendo... Eu sei na minha própria experiência: a morte de um amigo é um lembrete constante para manter as coisas sob perspectiva.

—Criador D. J. Nash sobre os temas subjacentes da série.
A emissora ABC anunciou uma ordem de produção para uma série intitulada A Million Little Things em 18 de agosto de 2017, escrita por D. J. Nash, que servirá como produtor executivo junto de Aaron Kaplan e Dana Honor. A série foi descrita como "no tom de The Big Chill", com o título resultante do popular ditado, "A amizade não é uma coisa grande – é um milhão de pequenas coisas". Nash teve a ideia para a série após Losing It, um episódio piloto de comédia que nunca foi ao ar. Ele disse que "às vezes na comédia você tem que se desculpar por adicionar drama, e é por isso que fiquei tão feliz de ver a paixão da ABC por um drama que tem comédia". A ABC ordenou oficialmente um episódio piloto em janeiro de 2018, e a obra foi oficialmente selecionada em 9 de maio de 2018. A série é produzida pelas produtoras ABC Studios e Kapital Entertainment. No dia 5 de fevereiro de 2019, a série foi renovada para uma segunda temporada.

### Seleção de elenco
Em fevereiro de 2018, David Giuntoli foi selecionado para interpretar Eddie. Uma semana depois, Romany Malco foi elencado como Rome. No fim daquele mês, Christina Ochoa, Anne Son, Christina Moses e James Roday foram contratados para interpretar Ashley, Katherine, Regina Howard e Gary, respectivamente. Em março de 2018, Allison Miller, Stéphanie Szostak e Lizzy Greene juntaram-se ao elenco como Maggie, Delilah e Sophie Dixon, respectivamente.
 Naquele mês, também foi revelado que Ron Livingston havia se juntado à série em um papel não especificado, que foi revelado em maio para ser o personagem Jon. Em junho de 2018, Grace Park foi escalada como Katherine, substituindo Anne Son, que estava no piloto original.
Em janeiro de 2018, Tristan Byon foi anunciado como o ator responsável pelo personagem Theo, membro do elenco convidado. Em julho, Sam Huntington foi escalado para o elenco recorrente, interpretando o personagem Tom.

### Filmagens
A produção do episódio piloto ocorreu entre os dias 12 e 29 de março de 2018, em Vancouver, Colúmbia Britânica. A fotografia principal da primeira temporada está programada para começar em 24 de julho de 2018 e durar até 12 de dezembro de 2018, em Vancouver.

## Lançamento

### Transmissão
A série estreou no dia 26 de setembro de 2018 na ABC nos Estados Unidos. Na Turquia, a série será transmitida através da emissora paga Digiturk. No Brasil, ela é exibida concomitantemente à exibição americana através do Globo Play. 